# Sendai-Stadion
Das Sendai-Stadion (japanisch 仙台スタジアム Sendai Sutajiamu) ist ein Fußballstadion in der japanischen Stadt Sendai, Präfektur Miyagi. Durch einen Sponsoringvertrag trägt die Anlage momentan den Namen Yurtec Stadium Sendai (ユアテックスタジアム仙台 Yuatekkusutajiamu Sendai). Es bietet Platz für 19.694 Zuschauer und dient den Fußballvereinen Vegalta Sendai und dem Sony Sendai FC als Heimspielstätte.

## Geschichte
Das Sendai-Stadion in Sendai, einer Großstadt in der Präfektur Miyagi, wurde 1997 fertiggestellt und am 1. Juni des Jahres eröffnet. Seit der Eröffnung wird das Stadion vom Verein Vegalta Sendai als Austragungsort für Heimspiele genutzt. Der größte Erfolg des Vereins war bisher eine Meisterschaft in der zweithöchsten japanischen Liga, der J. League Division 2 im Jahre 2009. Durch den damit verbundenen Aufstieg in die J. League Division 1 spielt Vegalta Sendai aktuell in der ersten Liga, wobei der Verein meist im Sendai-Stadion spielt. Bei Spielen, bei denen eine höhere Zuschauerzahl zu erwarten ist, zieht der Verein für kurze Zeit ins größere Miyagi Stadium in Rifu um.
Das Sendai-Stadion bietet Platz für 19.694 Zuschauer. Als Japan zusammen mit Südkorea die Fußball-Weltmeisterschaft 2002 ausrichtete, wurde es als Austragungsort nicht berücksichtigt. Jedoch nutzte es die italienische Fußballnationalmannschaft als Trainingsstadion während des Weltturniers in Ostasien. Seit 2003 findet im Sendai-Stadion jährlich der Sendai-Cup statt. Bei diesem Turnier treffen jedes Mal Mannschaften aus Japan, Italien, Frankreich, Kroatien und Brasilien aufeinander. Den ersten Sendai-Cup sicherte sich Chievo Verona mit einem Sieg im Endspiel gegen Lazio Rom, wobei Oliver Bierhoff den entscheidenden Treffer erzielte. Ferner wird es auch für Rugbyspiele genutzt. In den Jahren 2007 und 2008 wurde es als einer der Austragungsorte des Pacific Nations Cups ausgewählt. Beide Male gewann dabei ein Team aus Neuseeland. Der japanischen Rugbynationalmannschaft gelang im Sendai-Stadion ein 35:13-Sieg gegen Tonga während des Pacific Nations Cups 2008.
Der Eigentümer des Stadions ist die Stadt Sendai. 2006 wurden die Namensrechte für drei Jahre an das Elektrizitäts- und Infrastrukturunternehmen K.K. Yurtec verkauft, das Stadion heißt seitdem offiziell Yurtec Stadium Sendai (ユアテックスタジアム仙台, Yurutekku Sutajiamu Sendai). Der Vertrag wurde 2009 um weitere drei Jahre verlängert sowie 2012 erneut.
Am 11. März 2011 wurde das Stadion und das Vereinsgelände durch das Tōhoku-Erdbeben und dem dadurch ausgelösten Tsunami schwer beschädigt.

## Galerie

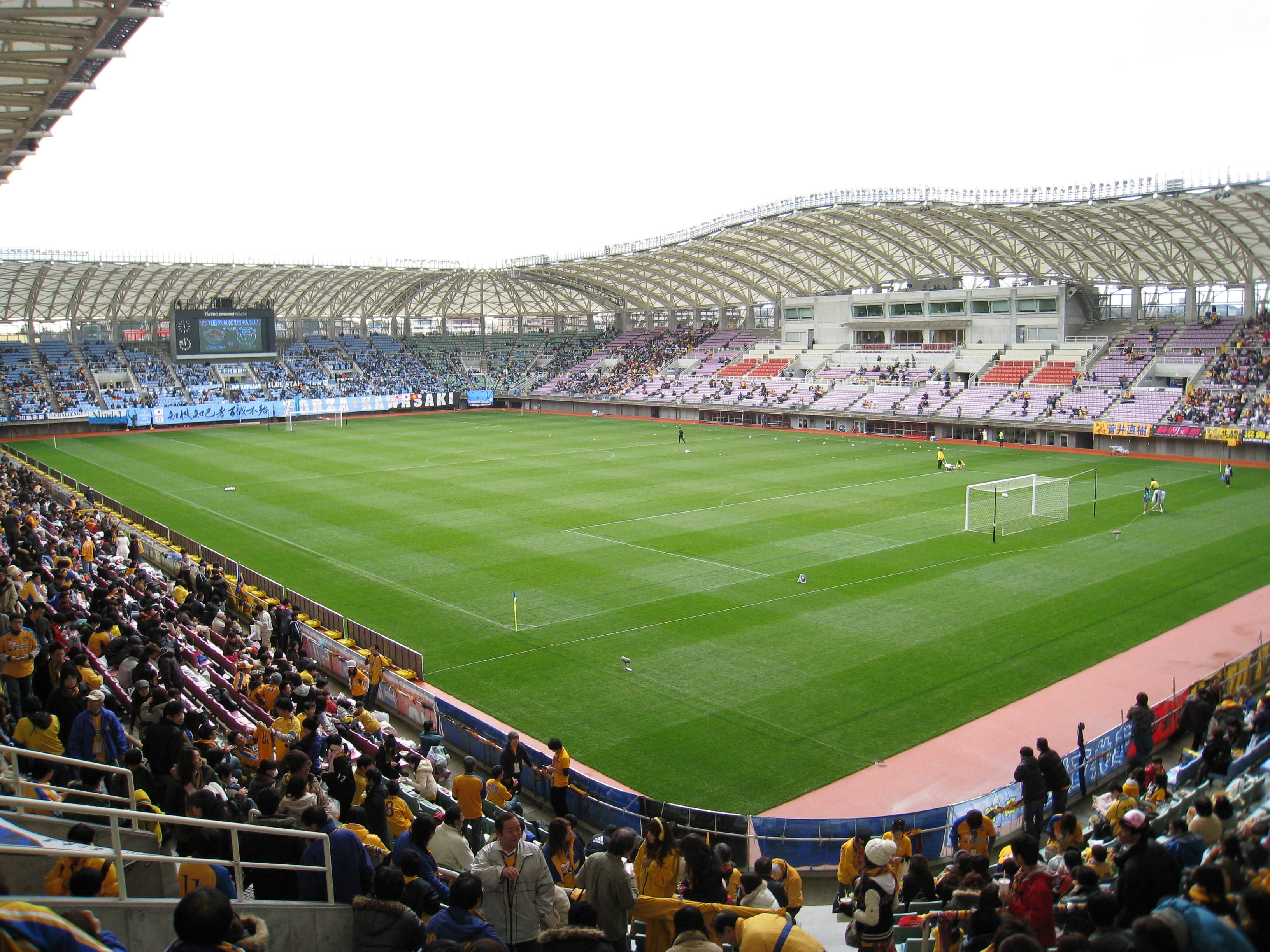
Blick ins Sendai-Stadion
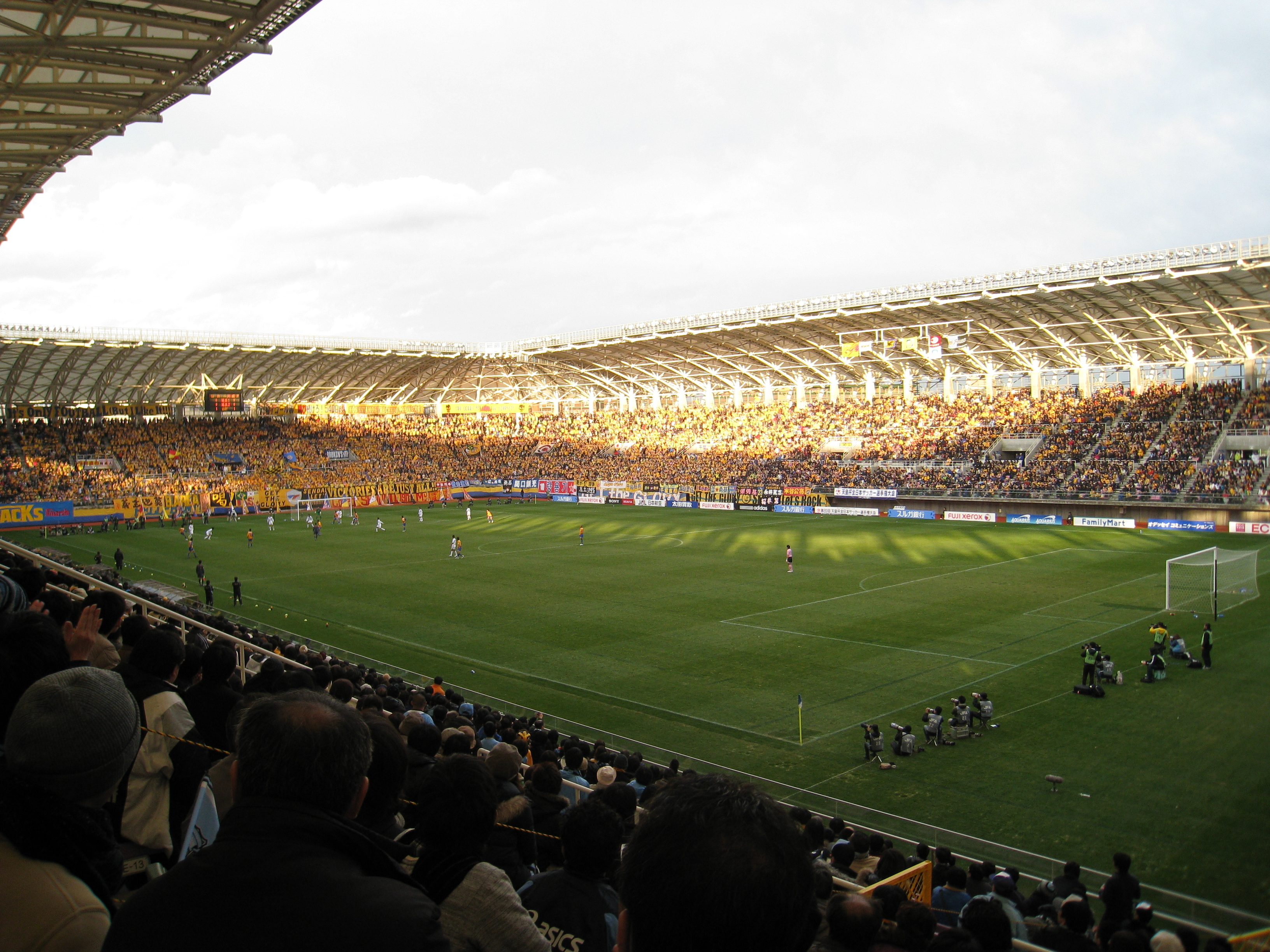
Gegengerade des Stadions
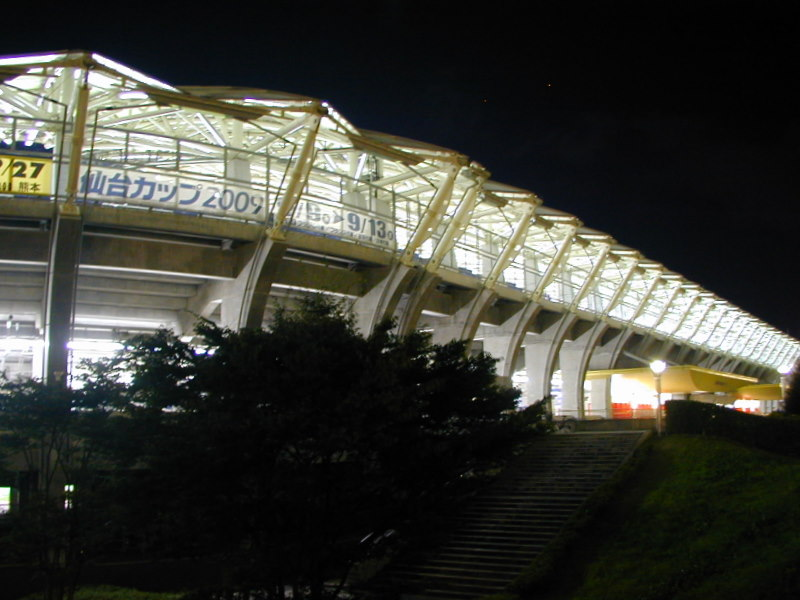
Das Stadion bei Nacht